# Palkovics László (politikus)
Palkovics László (Zalaegerszeg, 1965. február 3. –) Széchenyi-díjas magyar gépészmérnök, egyetemi tanár, a Magyar Tudományos Akadémia rendes tagja. 2014-től az Emberi Erőforrások Minisztériuma felsőoktatásért felelős államtitkára. 2016. február 6-tól átvette Czunyiné Bertalan Judittól a közoktatási feladatokat is, így az EMMI oktatásért felelős államtitkára lett. 2016. december 1-jétől a vezető nélküli, valamint az elektromos hajtású járművek fejlesztésében és gyártásában való magyar részvétel koordinálásáért, továbbá az ELI Science Park projekt oktatási, kutatási és gazdaságfejlesztési koncepciójának kialakításáért felelős kormánybiztos. A negyedik Orbán-kormányban az újonnan létrejött Innovációs és Technológiai Minisztérium vezető miniszter, majd az ötödik Orbán-kormányban a Technológiai és Ipari Minisztériumot vezető minisztere volt 2022. november 14-ig. A Nemzeti Versenyképességi Tanács tagja. A 2021-es Befolyás-barométer szerint ő volt Magyarország 14. legbefolyásosabb személye. 2022–2024 között az N7 Holding vezérigazgatója, 2022-től 2024 októberéig a Széchenyi István Egyetemért Alapítvány kuratóriumának elnöke volt.

## Tudományos pályája
1984-ben kezdte egyetemi tanulmányait a Budapesti Műszaki Egyetem Közlekedésmérnöki Karán, ahol 1989-ben szerzett mérnök diplomát. 1989 és 1991 között az MTA Tudományos Minősítő Bizottsága doktori ösztöndíjas programjának résztvevője volt, itt szerzett doktori címet. Mestereinek Bokor Józsefet, Stépán Gábort és Michelberger Pált tartja. Doktori címének megszerzése után a BME Közlekedésmérnöki Kar Gépjárművek Tanszékén tanársegédként kezdett el dolgozni, majd 1992-ben adjunktusi, 1994-ben docensi és tanszékvezetői kinevezést kapott. Fiatalon, mindössze harmincöt éves korában, 2000-ben vehette át egyetemi tanári kinevezését. A tanszéket 2002-ig vezette. Közben 1993 és 1994 között a Kanadai Kutatási Tanács (Canadian Research Council) Gépjárműtechnológiai Központjának kutatója volt. Szintén 1994-ben lett az MTA Számítástechnikai és Automatizálási Kutatóintézete (SZTAKI) tudományos munkatársa.
1995-ben lett a Knorr-Bremse német fékrendszereket gyártó cég magyarországi leányvállalatának kutatás-fejlesztési intézetének elektronikus rendszerekkel foglalkozó fejlesztési igazgatója. 2001 és 2003 között az európai elektronikai fejlesztés igazgatója volt Németországban, majd 2003-ban európai kutatási és rendszerfejlesztési igazgatóvá nevezték ki.
Kanadai tanulmányútján kívül vendégkutató volt Delftben, illetve Helsinkiben is. A Gépipari Tudományos Egyesület elnökségi tagjává, illetve 1996-ban a Magyar Gépjárműipari Szövetség alapító főtitkárává választották. 2001-ben az Országos Műszaki Fejlesztési Bizottság elnöke lett.
A Mercedes-Benz kecskeméti gyárépítési döntése után 2009-ben a Kecskeméti Főiskola stratégia rektorhelyettesévé választották, ahol feladatai közé tartozott a járműmérnök-képzés akkreditációjának megszervezése, az új Járműtechnológiai Tanszék felépítése, valamint a BME Közlekedésmérnöki és Járműmérnöki Karával közösen egységesített tananyagfejlesztés végrehajtása. Támogatásával 2012-ben mintegy 70 fővel elindult az akkreditált járműmérnöki képzés a Kecskeméti Főiskolán, amely keretében 25 fővel (a Mercedes-Benz és a Knorr-Bremse jóvoltából) megkezdődött a duális (gyakorlatorientált) mérnökképzés is. 2012-ben státuszát visszahelyezte a Budapesti Műszaki és Gazdaságtudományi Egyetemre, ahol a Közlekedésmérnöki és Járműmérnöki Karon 2013-tól a korábbi Gépjárművek és Járműgyártás és -javítás Tanszék egyesítésével létrejött Gépjárművek és Járműgyártás Tanszék tanszékvezetője lett.
1993-ban védte meg a műszaki tudományok kandidátusi, 1998-ban az MTA doktori értekezését. 2000-ben habilitált. 2007-ben megválasztották a Magyar Tudományos Akadémia műszaki osztályának levelező, 2013-ban rendes tagjává. Egy felmérés szerint 2016 és 2018 között semmilyen fellelhető (192) tudományos folyóiratban, közleményben nem volt nyoma tudományos munkásságnak.[forrás?] Korábban már tagja lett az MTA Gépszerkezettani Bizottságának. A Járművek és mezőgazdasági gépek című szakfolyóirat szerkesztőbizottságának elnökévé választották, ezen kívül az International Journal of Vehicle Design, a Heavy Vehicles, ill. a Journal of Automobile Engineering szerkesztőbizottságának tagja volt.
Kutatási területei a gépjárművek dinamikája és stabilitása, a szabályozott gépjárműrendszerek, az intelligens jármű- és útrendszerek, ill. az alkalmazott szabályozáselmélet. Jelentős iskolateremtő[forrás?], számos fiatal doktorjelölt témavezetője, szakmai pályafutásának elindítója.
Varga Mihály nemzetgazdasági miniszter javaslata alapján, a járműiparban elért kiemelkedő kutatási eredményei, valamint példaértékű iskolateremtő tevékenységének elismeréseként 2013. augusztus 21-én a Magyar Érdemrend Tisztikeresztje polgári tagozat kitüntetést átvette.

## Politikai pályája

### Miniszterként
2018–2019-ben a Magyar Tudományos Akadémia működésének átalakításával kapcsolatos tárgyalások során az Innovációs és Technológiai Minisztérium minisztereként Palkovics képviselte a kormányoldalt. Az átalakítás érintette az MTA kutatóintézet-hálózatát, ezek tervezett elvétele, pénzügyi függetlenségének megszüntetése és a nagyobb kormányzati ellenőrzés igénye mellett állt ki Palkovics. Az MTA 2019. február 12-ei elnökségi ülésén az Elnökség határozatában megfogalmazódott az igény, az MTA nemzetközi szinten is kiemelkedő teljesítményű, 2012-ben modernizált kutatóhálózata maradjon az MTA égisze alatt, és irányító testületében legyen jelentős többsége a tudományos közösségnek, valamint Palkovics írásban garantálja, hogy biztosítja az akadémiai kutatóhelyek törvényben garantált alapfinanszírozását. Ezt a miniszteri garanciát Palkovics László nem adta meg. Több nemzetközi tudományos szervezet, köztük a Max Planck Társaság, a Leopoldina Német Természettudományos Akadémia elnöke, valamint Németországban a Tudományos Akadémia szerepét betöltő Leibniz Társaság elnöke is kiállt az MTA Elnökségének 2019. február 12-ei határozata mellett, valamint kifejezte aggodalmát, miszerint az átalakítási folyamatok nincsenek összhangban az akadémiai kutatások függetlenségének európai elvével.
2020. szeptember 27-én az érintettekkel való minden egyeztetés nélkül beterjesztett egy törvényjavaslatot, amelynek az a célja, hogy megfossza a közalkalmazotti státuszuktól a kutatóintézetek dolgozóit. Ez a dolgozók körében nagy felháborodást váltott ki: „Véleményünk szerint nehéz lenne Palkovics Lászlónál kártékonyabb figurákat találni a magyar tudomány történetében, legalább az ‘50-es évekig kellene visszamenni a történelemben” – írták közleményükben, kiemelve a miniszter korábbi tevékenységének lényeges elemeit. A minisztérium állítása szerint viszont „az új jogállás nagyobb szabadságot és rugalmasabb feltételrendszert teremt a munkáltató számára a kutatói bérek meghatározásában”.
2022. november 13-án benyújtotta lemondását a technológiai és ipari miniszteri posztról. A minisztérium  helyett december 1-jén Lantos Csaba vezetésével önálló energiaügyi minisztérium jött létre.

## Az N7 Holding élén
2022. november 15-én bejelentették, hogy Palkovics László az N7 Holding Nemzeti Védelmi Ipari Innovációs Zrt. vezérigazgatója lesz. A cég korábban az Innovációs és Technológiai Minisztérium tulajdonában volt, de Palkovics lemondása után átkerült a Honvédelmi Minisztérium tulajdonába.
Lemondását követően, 2022. december 5-én a Széchenyi István Egyetemért Alapítvány kuratóriumának tagjává és egyúttal annak elnökévé választották. Rövidesen a Széchenyi István Egyetemért Alapítvány tulajdonába került a korábban innovációs miniszterként még általa felügyelt Autóipari Próbapálya Zala Korlátolt Felelősségű Társaság a két leányvállalatával, a HUMDA Magyar Autó-Motorsport és Zöld Mobilitás-fejlesztési Ügynökség három leányvállalatával együtt, a TECHTRA Technológiai Transzfer Intézet, valamint a Digitális Termelői Piac és annak leányvállalata.
2024. július 29-én közös megegyezéssel távozott az N7 Holding éléről, az N7 Holding pedig augusztus 1-től a Nemzetgazdasági Minisztériumhoz került. Majd 2024. október 2-n lemondott a Széchenyi István Egyetemért Alapítvány elnöki tisztségéről is.

## Díjai, elismerései
- Az Év Fiatal Menedzsere díj (2000)
- Széchenyi-díj (2001)
- Bánki Donát jubileumi díj (2009)
- Gábor Dénes-díj (2009)
- Európai Közúti Közlekedésbiztonsági díj a haszongépjárművek területén (2009)
- A Magyar Érdemrend tisztikeresztje (2013)
- A Magyar Érdemrend parancsnoki keresztje a csillaggal (2025)

## Főbb publikációi
- Design of active suspension system in the presence of physical parametric uncertainties. In: Proceedings of The American Control Conference. 1993. pp. 696–700. (társszerző)
- Modelling of tire cornering characteristics on an uneven road surface: Dynamical version of the Neuro Tire. Int. J. of Vehicle Design 15 (1994) pp. 189–215. (társszerző)
- Design of an Active Unilateral Brake Control System for Five Axle Tractor-Semitrailer Based on Sensitivity Analysis.  Vehicle System Dynamics 24 (1995) pp. 725–758. (társszerző)
- Bevezetés a többtest-rendszer analízisbe I. Járművek, építőipari és mezőgazdasági gépek 42 (1995) pp. 265–271. (társszerző)
- Haszongépjárművek új generációs elektropneumatikus fékrendszerei. Járművek, építőipari és mezőgazdasági gépek 44 (1997) pp. 41–51. (társszerző)
- Roll-Over Prevention System for Commercial Vehicles – Additional Sensorless Function of the Electronic Brake System. Vehicle System Dynamics 32 (1999) pp. 285–297. (társszerző)
- Járműirányítás és menetstabilizálás. Archiválva 2018. július 3-i dátummal a Wayback Machine-ben Magyar Tudomány 169 (2005) pp. 561–569.

## További információ
- MTI /HVG.hu: Feljelenti Palkovics Lászlót a Párbeszéd. HVG, 2019. február 19. (Hozzáférés: 2019. március 10.)
- Reuters: Hungarian Scientists Fear for Academic Freedom With New Government Interference. The New York Times, 2019. március 9. (Hozzáférés: 2019. március 9.)[halott link]